# Sünder ohne Zügel
Sünder ohne Zügel – trzeci album studyjny niemieckiego zespołu metalowego In Extremo. Jest to pierwszy album z utworami skomponowanymi przez In Extremo.

## Spis utworów
1. Wind
2. Krummavísur
3. Lebensbeichte
4. Merseburger Zaubersprüche II
5. Stetit Puella
6. Vollmond
7. Die Gier
8. Omnia Sol Temperat
9. Le 'Or Chiyuchech
10. Der Rattenfänger
11. Óskasteinar
12. Nature Nous Semont
13. Unter Dem Meer
14. Vollmond (Video) – bonus w digipacku

## Der Rattenfänger
- Der Rattenfänger jest zaśpiewaną wersją baśni braci Grimm Flecista z Hameln.
- Początek Der Rattenfänger jest ten sam co w utworze Hameln.

## Teledyski
- Vollmond (2000)
- Wind (2000)